# Eldorado - A Symphony by the Electric Light Orchestra
Eldorado - A Symphony by the Electric Light Orchestra (kortweg: Eldorado) is een symfonisch rockalbum van de Engelse rockgroep Electric Light Orchestra, dat uitkwam in 1974. Het is het vierde studioalbum van de groep, er zouden er nog zeven volgen.
Eldorado is het eerste conceptalbum van de groep, de verhaallijn werd door Jeff Lynne opgezet vooraleer er muziek bij werd gecomponeerd. Het album verhaalt van een persoon die vlucht in een fantasie-droomwereld, om aan de werkelijkheid te ontsnappen. De muziek werd geheel opgenomen in samenwerking met een symfonieorkest, waar bij vorige albums de strijkinstrumenten achteraf werden ingemixt. Louis Clark was medeverantwoordelijk voor de arrangementen, en dirigeerde het orkest. Bassist Mike de Albuquerque verliet de band kort nadat de opnames waren begonnen, zodat Lynne zelf de baspartijen en de achtergrondzang voor zijn rekening moest nemen. In de tour die volgde speelde Kelly Groucutt bas, en werd ook cellist Melvyn Gale toegevoegd.
De hoes van het album werd ontworpen door Sharon Arden. De afbeelding op de hoes is een beeld uit de film The Wizard of Oz (1939)

## Tracks
Alle nummers werden door Jeff Lynne geschreven.

### kant 1
| Nr. | Titel                       | Duur |
| --- | --------------------------- | ---- |
| 1.  | Eldorado overture           | 2:12 |
| 2.  | Can't Get It Out of My Head | 4:21 |
| 3.  | Boy Blue                    | 5:18 |
| 4.  | Laredo Tornado              | 5:29 |
| 5.  | Poor boy (The Greenwood)    | 2:57 |

### kant 2
| Nr. | Titel                | Duur |
| --- | -------------------- | ---- |
| 6.  | Mister Kingdom       | 5:50 |
| 7.  | Nobody's Child       | 3:40 |
| 8.  | Illusions in G major | 2:36 |
| 9.  | Eldorado             | 5:20 |
| 10. | Eldorado finale      | 1:20 |

In 2001 werd het album op CD uitgebracht, met twee bonustracks: "Eldorado Instrumental Medley" (7:56) en "Dark City" (0:46)

## Bandleden
- Jeff Lynne – zang, elektrische en akoestische gitaren, bas, keyboards, arrangementen
- Bev Bevan – drums, slagwerk
- Richard Tandy – piano, moog synthesizer, gitaar, achtergrondzang, arrangementen
- Mike de Albuquerque – bas
- Mik Kaminski – viool
- Hugh McDowell – cello
- Mike Edwards – cello
- Louis Clark - arrangementen en orkestleiding
- Peter Forbes-Robertson – gesproken tekst

Jeff Lynne
Roy Wood · Bev Bevan · Bill Hunt · Steve Woolam · Rick Price · Richard Tandy · Mike Edwards · Wilfred Gibson · Hugh McDowell · Andy Craig · Colin Walker · Mike de Albuquerque · Mik Kaminski · Louis Clark · Kelly Groucutt · Melvyn Gale · Dave Morgan · Martin Smith · Marc Mann · Matt Bissonette · Gregg Bissonette · Peggy Baldwin · Sarah O'Brien · Rosie Vela